# Disturbios de Orange
Los disturbios de Orange tuvieron lugar en el distrito de Manhattan de la ciudad de Nueva York (Estados Unidos). Ocurrieron en 1870 y 1871 e involucraron un conflicto violento entre protestantes irlandeses que eran miembros de la Orden de Orange y católicos irlandeses, junto con la Policía de Nueva York y la Guardia Nacional del Estado de Nueva York. El motín causó la muerte de más de 60 civiles — en su mayoría trabajadores irlandeses — y tres guardias.

## Antecedentes

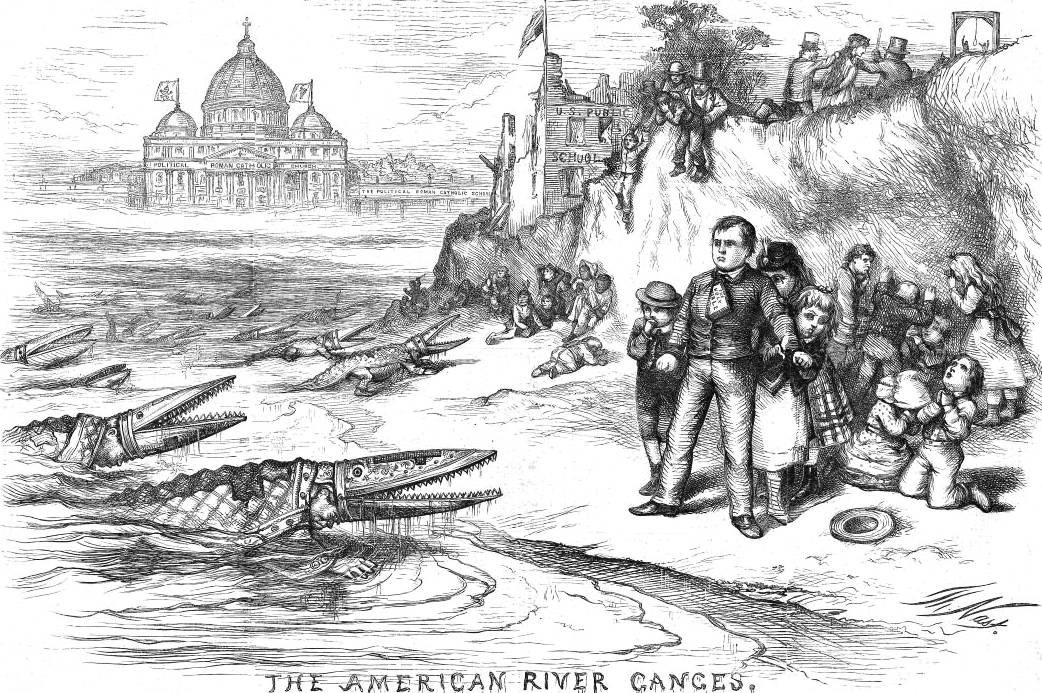
Una caricatura de 1871 de Thomas Nast, que protesta por el poder político que ostentan los católicos irlandeses en Nueva York; los "cocodrilos" son obispos católicos.

El 12 de julio de 1870, los protestantes irlandeses desfilaron en Manhattan para celebrar la victoria en la batalla del Boyne (1689) del rey Guillermo III (también Príncipe de Orange), sobre el ex rey Jacobo II (católico, que había sido depuesto por Guillermo III).
La ruta del desfile fue por la Octava Avenida hasta Elm Park en la calle 92. Los participantes se burlaron de los residentes católicos irlandeses de Hell's Kitchen y otros, muchos de los cuales siguieron el desfile y devolvieron el acoso. En el parque, a la multitud de 200 alborotadores se unió un grupo de 300 trabajadores católicos irlandeses que trabajaban en el vecindario y juntos atacaron a los protestantes. Aunque la policía intervino para sofocar los enfrentamientos, 8 personas murieron como consecuencia del motín.
Al año siguiente, la Leal Orden de Orange solicitó permiso policial para volver a marchar. Por temor a otro incidente violento, el desfile fue prohibido por el comisionado de policía de la ciudad, James J. Kelso, con el apoyo de William M. Tweed, jefe de Tammany Hall, la maquinaria política del Partido Demócrata que controlaba la ciudad y el estado. El arzobispo católico John McCloskey aplaudió la decisión.
Los protestantes se opusieron, al igual que los editoriales de los periódicos New York Herald y The New York Times, una petición firmada por empresarios de Wall Street y una caricatura de Thomas Nast en Harper's Weekly. No solo se sintió que la prohibición estaba cediendo al mal comportamiento de una mafia católica, sino que también se expresaron temores sobre el creciente poder político de los católicos irlandeses, la creciente visibilidad del nacionalismo irlandés en la ciudad y la posibilidad de una acción política radical como ocurrió en París con la Comuna.
La presión generada por estas preocupaciones entre la élite de la ciudad, además de la presión de los reformadores del buen gobierno contra el régimen de Tweed en general, hizo que Tammany cambiara de rumbo y permitiera la marcha; Tammany necesitaba demostrar que podía controlar a la población irlandesa inmigrante que constituía una parte importante de su poder electoral. El gobernador John T. Hoffman, un hombre de Tammany, rescindió la prohibición del comisionado de policía y ordenó que los manifestantes fueran protegidos por la policía de la ciudad y la milicia estatal, incluida la caballería.

## Disturbios de 1871
El 12 de julio de 1871, el desfile procedió con la protección de 1500 policías y 5 regimientos de la Guardia Nacional, unos 5000 hombres. Iba a comenzar en la sede de los Orangemen en Lamartine Hall, ubicado en Eighth Avenue y 29th Street. A la 1 y 30 de la tarde, las calles de la 21 a la 33 estaban llenas de gente, en su mayoría católicos y en su mayoría trabajadores, y ambos lados de la avenida estaban atascados. La policía y la milicia llegaron, ante la desaprobación de la multitud. El pequeño contingente protestante comenzó su desfile por la avenida a las 2 de la tarde, rodeado de unidades del regimiento.

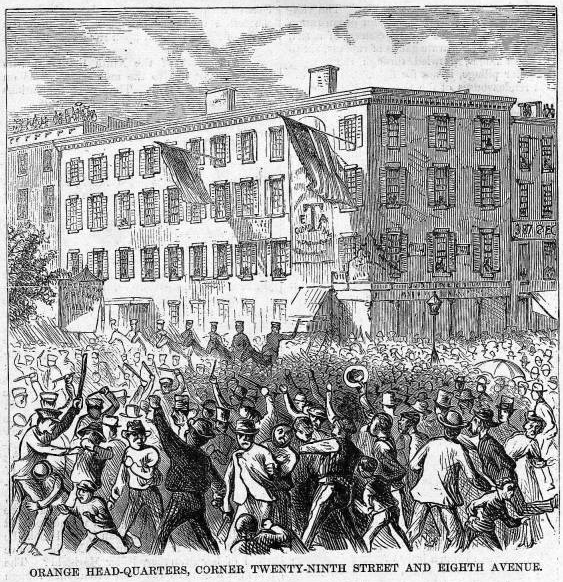
Lamartine Hall, en la esquina de la Octava Avenida y la calle 29, el día de los disturbios

La multitud comenzó a arrojar piedras, ladrillos, botellas y zapatos a los manifestantes. Los milicianos respondieron con disparos de mosquete, que provocaron disparos de pistola de parte de la multitud. La policía logró que el desfile volviera a moverse atacando a la multitud y usando sus garrotes. El desfile avanzó otra cuadra pero volvió a ser atacado por misiles lanzados, provocando una vez más disparos de milicianos.
La aglomeración impidió un mayor avance, y la milicia usó sus bayonetas. Piedras y loza les cayeron encima desde los tejados de la avenida. Las tropas comenzaron a disparar ráfagas contra la multitud, sin que se les ordenara hacerlo, y la policía siguió con cargas montadas.
El desfile logró llegar a la calle 23, donde giró a la izquierda y siguió hasta la Quinta Avenida, donde la multitud apoyó a los protestantes. Esto cambió nuevamente cuando el desfile continuó hacia el sur por Fifth y llegó al distrito de entretenimiento debajo de Calle 14, donde la multitud se mostró nuevamente hostil. Luego, el desfile continuó a través de la ciudad hasta Cooper Union, donde los participantes se dispersaron.
El motín causó la muerte de más de 60 civiles, en su mayoría trabajadores católicos irlandeses y protestantes escoceses del Ulster, y de tres miembros de la Guardia. Más de 150 personas resultaron heridas, incluidos 22 milicianos, alrededor de 20 policías heridos por misiles lanzados y 4 que recibieron disparos, pero no fatales. La Octava Avenida quedó devastada, y un reportero del New York Herald describió la calle como ""manchada y resbaladiza con sangre y sesos humanos, mientras que la tierra debajo estaba cubierta de dos pulgadas de profundidad con sangre coagulada, sesos y el contenido medio digerido de un estómago e intestinos humanos”. Cerca de 100 personas fueron arrestadas.
Al día siguiente, el 13 de julio, 20 000 dolientes presentaron sus respetos a los muertos fuera de la morgue en el Hospital Bellevue, y las procesiones fúnebres se dirigieron al cementerio Calvary en Queens en transbordadores. El gobernador Hoffman fue ahorcado en efigie por católicos irlandeses en Brooklyn, y los hechos comenzaron a denominarse la "Masacre en la Octava Avenida".

## Efectos
A pesar de su intento de proteger su poder político al permitir que el desfile siguiera adelante, Tammany Hall no se benefició del resultado y, en cambio, fue objeto de crecientes críticas por parte de los periódicos y la élite de la ciudad. Tweed cayó del poder poco después.

Una de las razones por las que muchas personas de las clases media y alta aceptaron a regañadientes que Tammany mantuviera el poder era su supuesta capacidad para mantener la estabilidad política. Esa gracia salvadora se había ido: Tweed no podía mantener a raya a los irlandeses. Ha llegado el momento, dijo el ministro congregacionalista Merrill Richardson desde el púlpito de su elegante iglesia de Madison Avenue, de recuperar la ciudad de Nueva York, porque si "las clases altas no gobiernan, las clases bajas lo harán.

El banquero Henry Smith le dijo al New York Tribune que "se necesitaba tal lección cada pocos años. Si mil de los alborotadores hubieran sido asesinados, habría tenido el efecto de intimidar completamente al resto".